# محمد رضا العطار
محمد رضا العطّار (1290- 1372 هـ / 1873- 1953 م) فقيه وقاضٍ سوري، وأديب شاعر. ولد في دمشق ونشأ فيها. تقلّد عددًا من مناصب القضاء المدني والشرعي. له ديوانا شعر أحدهما في مدح النبي محمد ﷺ والآخر منوَّع الموضوعات، وله كتاب عن البدو ورسالة في القانون وغيره. وهو والد الأستاذ عصام العطار، والدكتورة نجاح العطار.

## سيرته
ولد محمد رضا بن إبراهيم بن محمود بن أحمد العطَّار (الباني) الحسني بدمشق، سنة 1290هـ/ 1873م ونشأ بها، وأخذ عن علمائها.
تقلد عددًا من مناصب القضاء المدني والشرعي فيها. كان مناهضًا لسياسة الاتحاديين، واختفى مدَّة في بادية الشام، ثم نُفي إلى الأناضول حتى نهاية الحكم العثماني. تولى رئاسة المتطوعين الذين حمَوا النظام والأمن في دمشق عقب خروج العثمانيين، قُبيل دخول الملك فيصل إلى سورية.
وكان بيت القاضي محمد رضا العطار ناديًا للثقافة والفكر والسياسة، يلتقي فيه قادةُ الفكر من أمثال الأستاذ فارس الخوري والشيخ علي الطنطاوي وغيرهما.

## حياته الشخصية
من أولاده:
- عصام العطار، الزعيم الإسلامي والداعية الأديب (توفي 1445هـ / 2024م).
- نجاح العطار، الوزيرة ونائبة رئيس الجمهورية في سورية.
- هند العطار، فاضلة (توفيت 1439هـ / 2017م).
- نهاد العطار، داعية مربية وأستاذة اللغة العربية (توفيت 1441هـ / 2020م).

## مؤلفاته
- ديوان شعر في مدح النبي
- ديوان شعر آخر في موضوعات مختلفة
- كتاب عن البدو وطباعهم وقصصهم وحياته بينهم
- رسالة في القانون
- رسالة في مسائل فقهية[6]

## وفاته
توفي بدمشق سنة 1372هـ/ 1953م، ودُفن في مقبرة الدحداح.